# Mannlicher M1886
El Mannlicher M1886 era un fusil de cerrojo austrohúngaro de finales del siglo XIX, adoptado en 1886. Empleaba un cerrojo lineal acerrojado mediante cuña. Fue el primer fusil de cerrojo lineal adoptado por ejército alguno.[cita requerida]

## Historia

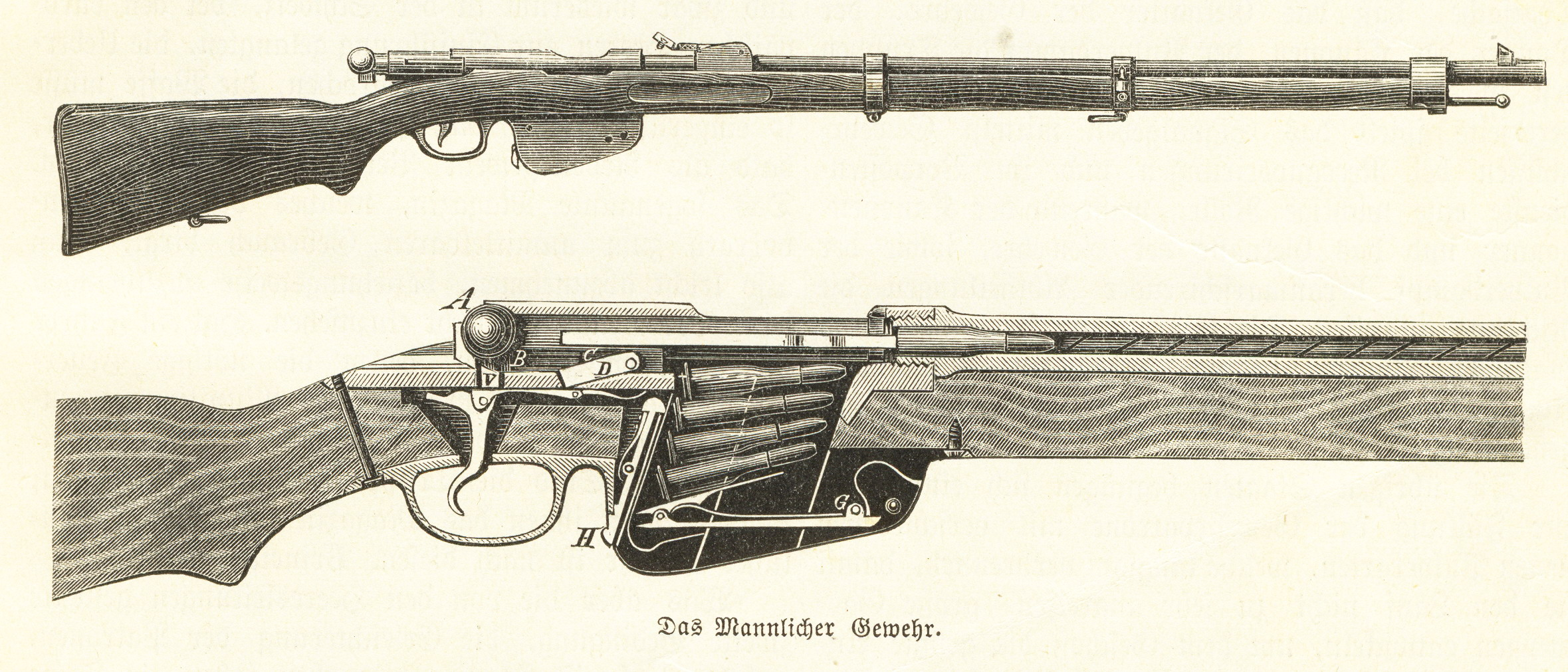
Dibujo seccionado del Mannlicher M1886, sin el peine en bloque necesario para su adecuado funcionamiento.

El Mannlicher M1886 era una mejora respecto al fusil de prueba Mannlicher Modelo 1885 que era un prototipo, destinado a reemplazar al entonces obsoleto fusil de retrocarga Werndl-Holub M1867. Fue el primer fusil austrohúngaro en introducir la característica de hacer caer el peine en bloque después de introducir el último cartucho en la recámara.

## Conversiones
Entre 1888 y 1892, el 95% de los fusiles Mannlicher M1886 fueron recalibrados para emplear el cartucho 8 x 52 R Mannlicher con la designación Mannlicher M1886-88. Los fusiles con marcajes de aprobación austriacos que conservan su calibre original (11 mm) son bastante escasos.[cita requerida]

## Historial de combate
Este fusil quedó rápidamente obsoleto con la entrada en servicio del fusil Lebel Modelo 1886 y su nuevo cartucho con pólvora sin humo. En consecuencia, fue reemplazado en el Ejército austrohúngaro por el M1888. Sin embargo, tuvo una larga vida útil y acabó en manos de las tropas republicanas durante la Guerra Civil Española, así como para entrenamiento de los miembros del Batallón Británico en Madrigueras, siendo reemplazados en vísperas de la Batalla del Jarama por fusiles más modernos tales como el Mosin-Nagant.

## Usuarios
- Imperio austrohúngaro
- Chile
- Colombia[4]
- China[5]
  -  China[6]
- España[3]